# Megamind

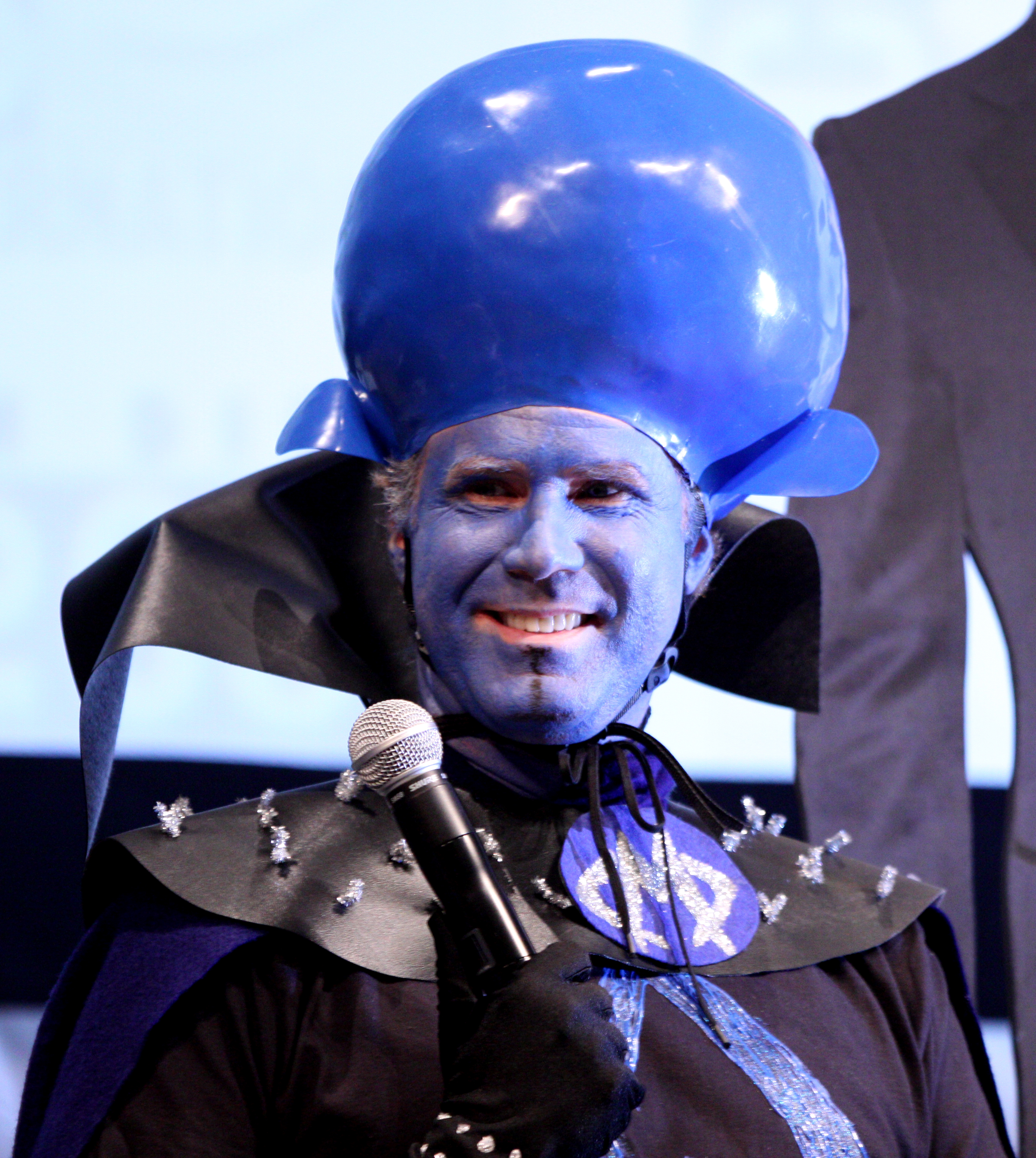
Will Ferrell utklädd till Megamind på San Diego Comic-Con International 2010.

Megamind är en animerad, superskurk, komedifilm från 2010. Den producerades av Dreamworks Animation och Pacific Data Images.

## Handling
Megamind är den störste superskurk som världen någonsin skådat - och den mest misslyckade. Genom åren har hans onda planer misslyckats katastrofalt tack vare Metro Citys superhjälte - Metro Man.
Metro Man räddar alltid dagen tills den dag då Megamind faktiskt dödar honom i vrede över att ännu en plan har misslyckats. Snart inser dock Megamind att utan en superhjälte har han inget syfte. Därför skapar han den nya superhjälten Tighten (missuppfattat från "Titan") av Hal Stewart, den vackra reportern Roxanne Ritchis kameraman. Tighten är snabbare och bättre än Metro Man, men ganska snart inser han att det är mycket roligare att vara ond än god. Då måste Megamind bestämma sig - ska han själv bli den osannolike hjälten i sin egen historia? Kan världens smartaste person för en gångs skull göra det smartaste beslutet?

## Röster

### Originalröster (i urval)
- Megamind - Will Ferrell
- Roxanne Ritchi - Tina Fey
- Hal Stewart / Titan - Jonah Hill
- Hejduk - David Cross
- Metro Man - Brad Pitt
- Fängelsedirektören - J.K. Simmons
- Bernard - Ben Stiller

### Svenska röster (i urval)
- Megamind - Magnus Rongedal
- Roxanne Ritchi - Caroline Söderström
- Hal Stewart / Titan - Gabriel Odenhammar
- Hejduk - David Batra
- Metro Man - Fredrik Dolk
- Fängelsedirektören - Göran Berlander
- Bernard - Erik Ahrnbom

## Musik
Musik som förekommer i filmen:
- "Highway to Hell" av AC/DC
- "Crazy Train" av Ozzy Osbourne
- "Mr. Blue Sky" av Electric Light Orchestra
- "Back in Black" by AC/DC
- "Bad" av Michael Jackson
- "Welcome to the Jungle" av Guns N' Roses
- "Cobrastyle" av Teddybears
- "Bad to the Bone" av George Thorogood

## Mottagande
Filmen fick blandade recensioner av kritiker i Sverige, några exempel:
- Aftonbladet: 3/5[2]
- Expressen: 2/5[3]
- Gefle Dagblad: 5/6[4]
- Göteborgs-Posten: 2/5[5]
- Nerikes Allehanda: 3/5[6]
- Sydsvenskan: 3/5[7]
- Upsala Nya Tidning: 2/5[8]
- Nyhetsmorgon: 2/5[9]